# Sigismund 3. Vasa af Polen
Sigismund 3. af Polen-Litauen også kendt som Kong Sigismund af Sverige (polsk: Zygmunt III Waza, litauisk: Zigmantas Vaza; født 20. juni 1566, død 19. april 1632) var søn af kong Johan 3. af Sverige (1537-1592) af Vasa-slægten og dennes første kone Katarina Jagellonica (1526-1583). Han var konge i den polsk-litauiske realunion fra 1587 til 1632 og konge af Sverige fra 1592, til han blev afsat i 1599.

## Den polsk-litauiske arvefølgekrig (1587–1588)
Sigismund Vasa blev valgt til konge af Sejm (~ underhuset) i den polsk-litauiske realunion den 19. august 1587 og anerkendt af interrex, primas ærkebiskop Karnkowski og støttet af kansler, hétman Jan Zamoyski og Stefan Báthorys hustru, Anna Jagiellon, . Maximilians tilhængere bestred valgresultatet og gennemførte en ny afstemning i Senatet (~ overhuset) den 22. august, der faldt ud til Maximilians fordel. Zborowski familien, der støttede Maximilian, opfordrede til rokosz (~ oprør), og valget sluttede i kaos med flere dræbte og mange sårede. For hverken Zamoyski eller Zborowski familien var nederlag en mulighed. Den tabende side ville sandsynligvis komme til at betale en alvorlig pris: fra beslaglæggelse af godser og tab af prestige til en dødsdom for forræderi.

## Anetavle
Sigismund Vasas anetavle